# 兵庫県道139号山南多可線
兵庫県道139号山南多可線（ひょうごけんどう139ごう さんなんたかせん）は、兵庫県丹波市から多可郡多可町に至る一般県道である。

## 概要
丹波市山南町谷川から多可郡多可町中区中村町に至る。

### 路線データ
- 起点：丹波市山南町谷川（谷川交差点、兵庫県道77号篠山山南線交点）
- 終点：多可郡多可町中区中村町（あかね坂公園前交差点、兵庫県道86号多可柏原線交点）
- 総延長：10.901 km

## 歴史
- 1993年（平成5年）5月11日 - 建設省から、県道柏原谷川中線の一部を中柏原線として主要地方道に指定される[1]。

## 路線状況

### 重複区間
- 国道175号（西脇市黒田庄町船町・船町交差点 - 西脇市黒田庄町石原町・中央橋交差点）

### 道路施設

#### 橋梁
- 船町橋（加古川、西脇市）
- 安田橋（安田川、多可郡多可町）
- 森本中央大橋（杉原川、多可郡多可町）

#### トンネル
- 石原坂トンネル：延長313 m、1989年（平成元年）竣工、西脇市 - 多可郡多可町

## 地理

### 通過する自治体
- 丹波市
- 西脇市
- 多可郡多可町

### 交差する道路
| 交差する道路                                       | 市町村名 | 市町村名 | 交差する場所 | 交差する場所                |
| -------------------------------------------------- | -------- | -------- | ------------ | --------------------------- |
| 兵庫県道77号篠山山南線 兵庫県道86号多可柏原線 重複 | 丹波市   | 丹波市   | 山南町谷川   | 谷川交差点 / 起点           |
| 兵庫県道294号黒田庄多井田線                        | 西脇市   | 西脇市   | 黒田庄町船町 |                             |
| 国道175号 重複区間起点                             | 西脇市   | 西脇市   | 黒田庄町船町 | 船町交差点                  |
| 国道175号 重複区間終点 兵庫県道174号本黒田停車場線 | 西脇市   | 西脇市   | 黒田庄町石原 | 中央橋交差点                |
| 兵庫県道296号中安田市原線                          | 多可郡   | 多可町   | 中区中安田   | 中安田交差点                |
| 兵庫県道86号多可柏原線                             | 多可郡   | 多可町   | 中区中村町   | あかね坂公園前交差点 / 終点 |

### 交差する鉄道
- 加古川線

### 沿線
- 丹波警察署 谷川駐在所
- 丹波市役所 山南支所
- 丹波市立山南中学校
- JR西日本加古川線 船町口駅
- 加古川
- 西脇市立桜丘小学校
- 多可町立中町南小学校